# Карачић
Карачић је насељено мјесто у Босни и Херцеговини, у општини Завидовићи, које административно припада Федерацији Босне и Херцеговине. Према попису становништва из 2013. године ово мјесто је без становника, а према попису становништва из 1991. у насељу је живјело 558 становника.

## Географија
Насеље се налази на обронцима планине Озрен.

## Становништво
|             | 2013.      | 1991.        | 1981.        | 1971.        | 1961.        |
| Укупно      | 0 (0,000%) | 558 (100,0%) | 636 (100,0%) | 621 (100,0%) | 688 (100,0%) |
| Срби        | 0 (0,000%) | 555 (99,46%) | 633 (99,53%) | 620 (99,84%) | 688 (100,0%) |
| Хрвати      | 0 (0,000%) | 0 (0,000%)   | 1 (0,157%)   | 0 (0,000%)   | –            |
| Непознато   | 0 (0,000%) | –            | 1 (0,157%)   | 1 (0,161%)   | –            |
| Остали      | –          | 3 (0,538%)   | 1 (0,157%)   | –            | –            |
| Југословени | –          | 0 (0,000%)   | –            | 0 (0,000%)   | –            |